# سفارة اليمن في لندن
سفارة الجمهورية اليمنية في لندن هي البعثة الدبلوماسية اليمنية لدى المملكة المتحدة. وتقع السفارة في مبنى من 5 طوابق مقابل متحف التاريخ الطبيعي في لندن.

## صور

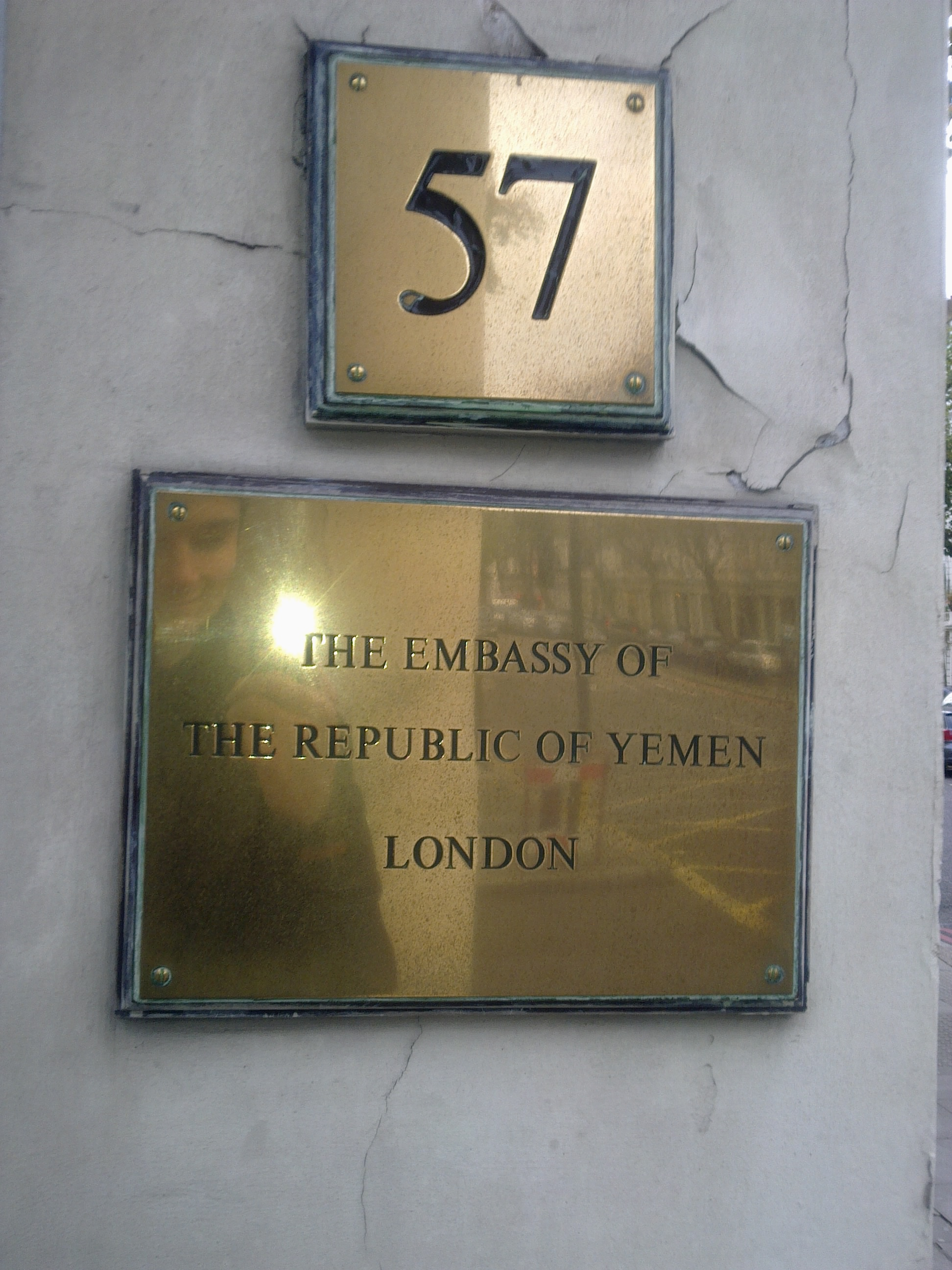
لوحة خارج السفارة بلغة إنجليزية
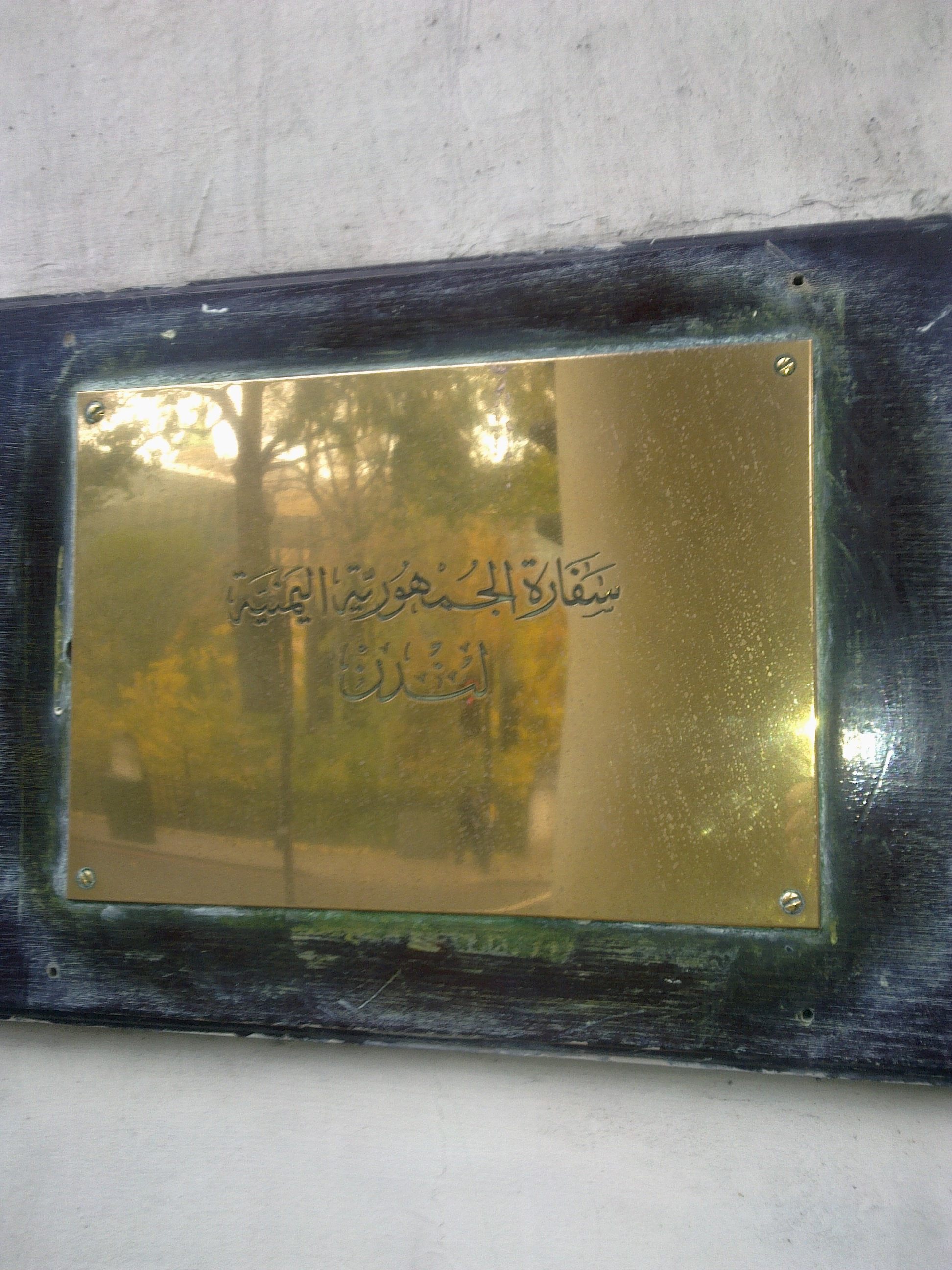
لوحة خارج السفارة بلغة عربية